# Pieśń o Ludgardzie
Pieśń o Ludgardzie – niezachowana polska średniowieczna pieśń opowiadająca o Ludgardzie, żonie Przemysła II.
Treść pieśni znana jest z informacji zawartej w VII księdze Roczników Jana Długosza. Pieśń prawdopodobnie zawierała oskarżenie Przemysła o skrytobójczą śmierć Ludgardy. Według przekazu Długosza pieśń słyszał sam Przemysł, mogła więc powstać przed 1296. Wykonywana była podczas widowisk publicznych jeszcze w czasach Długosza w XV wieku.